# سنگ‌نگاره پیروزی اردشیر بابکان
سنگ‌نگاره پیروزی اردشیر بابکان یا نقش پیروزی سنگ‌نگاره‌ای مربوط به دورهٔ ساسانیان است که در آن صحنه نبرد پیروزمندانهٔ اردشیر بابکان با اردوان پنجم آخرین شاه اشکانی در سال ۲۲۴ حجاری گردیده‌است. این سنگ‌نگاره با هجده متر طول و تقریباً چهار متر ارتفاع، بزرگترین سنگ نگارهٔ بازمانده در ایران است. این اثر در شهرستان فیروزآباد و پیرامون رودخانهٔ فیروزآباد و برفراز صخره‌ای قرار گرفته‌است. این نقش نیاز به ترمیم دارد 
این اثر مربوط به دوره ساسانیان است و در فیروزآباد، کیلومتر ۳ و ۵ جاده فیروزآباد به شیراز واقع شده و در کنار "سنگ‌نگاره پادشاهی اردشیر بابکان" با نام "دو نقش برجسته" در تاریخ ۱۲ اسفند ۱۳۱۵ با شمارهٔ ثبت ۲۶۸ به‌عنوان یکی از آثار ملی ایران به ثبت رسیده‌ است.

## توصیف سنگ‌نگاره
در این سنگ نگاره شش اسب سوار در سه گروه از جنگاوران تک به تک دیده می‌شوند: در سمت راست، اردشیر با نیزه‌ای اردوان را سرنگون می‌سازد؛ در وسط، ولیعهد شاپور بر وزیر ارشد اردوان یعنی دادبنداد غلبه می‌کند؛ و در سمت چپ، پیشکاری با یک شهسوار اشکانی دست به گریبان است. در فرضیات جدیدتر نفر وسط را به جای شاپور آخرین شاه پارتیان هند به نام فرن-ساسان (از خاندان گندافره) معرفی کرده اند، و نفر سوم ساسانی را به جای پیشکار یکی از سران خاندان سورن یا در احتمالی دیگر ابرسام پنداشته اند. این نگاره پویایی چشمگیری داشته و در جزئیات نیز غنی است. موها و ریش‌ها، زره جنگجویان و یراق اسبان با دقت درخور توجهی ترسیم شده‌اند. حکاکی تقریباً به صورت نیم برجسته انجام شده و بخش پایینی آن بر اثر عوامل جوی فرسایش یافته‌است. نحوهٔ نمایش سنگ نگاره با الگوهای رایج دوران اشکانی مطابقت کرده و با سنگ نگارهٔ گودرز در بیستون و نقاشی دیواری سواران زره پوش چهارنعل در دورا-اروپوس قرابت و نزدیکی دارد. موضوع این نگاره بعدها در نقش برجستهٔ نبرد سوارهٔ بهرام دوم (۲۷۶–۲۹۳) و هرمز دوم (۳۰۳–۳۰۹) مجدداً به کار گرفته شد، که هر دو در نقش رستم واقع شده‌اند.

## ثبت جهانی
این اثر در کنار هفت اثر دیگر باستانی استان فارس، مجموعا به شمار هشت سایت باستانی در سه منطقه باستانی، زیر عنوان چشم‌انداز باستان‌شناسی ساسانی منطقه فارس، (در منطقه‌های فیروزآباد، بیشاپور، سروستان در جنوب غربی استان فارس) در نشست ۳۰ ژوئن ۲۰۱۸ کمیته میراث جهانی یونسکو به ثبت جهانی رسیدند تا تعداد آثار ایرانی ثبت شده در میان میراث جهانی یونسکو به عدد ۲۳ و آثار استان فارسی به عدد ۵ برسد.

## ثبت در فهرست آثار ملی
این اثر در کنار اثر سنگ‌نگاره پادشاهی اردشیر بابکان با نام "دو نقش برجسته" در تاریخ ۱۲ اسفند ۱۳۱۵ با شمارهٔ ثبت ۲۶۸ به‌عنوان یکی از آثار ملی ایران به ثبت رسیده‌اند.

## نگارخانه

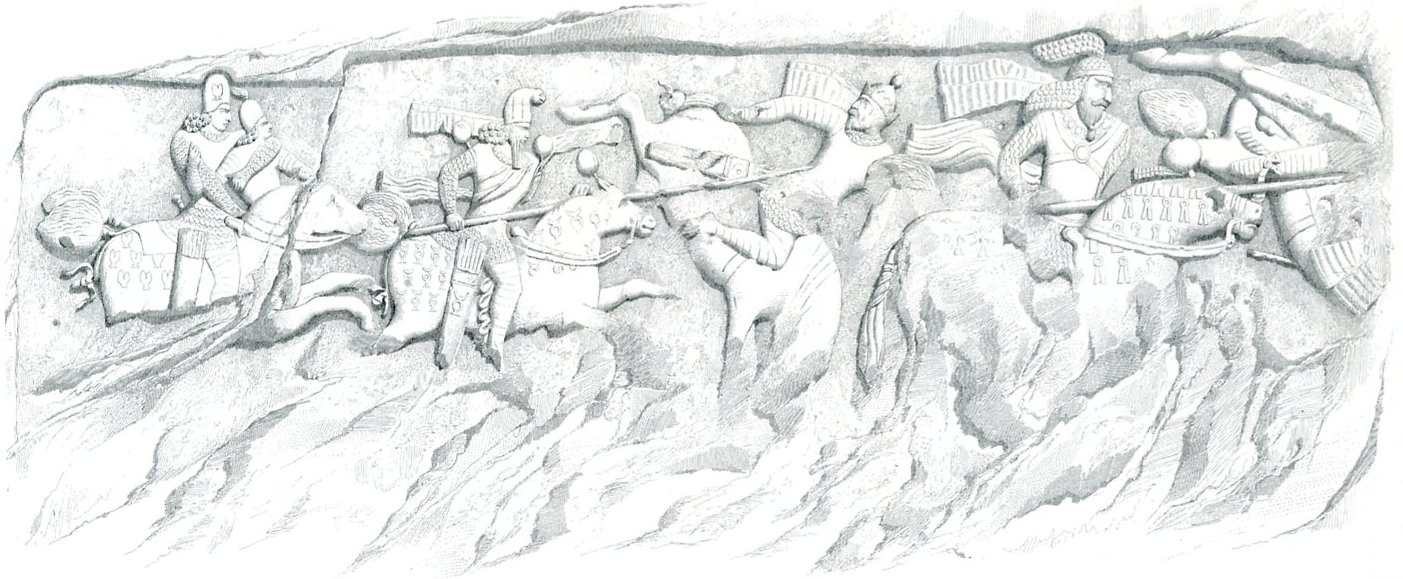
طرحی از سنگ نگاره ،اوژن فلاندن،١٨٤٠ میلادی
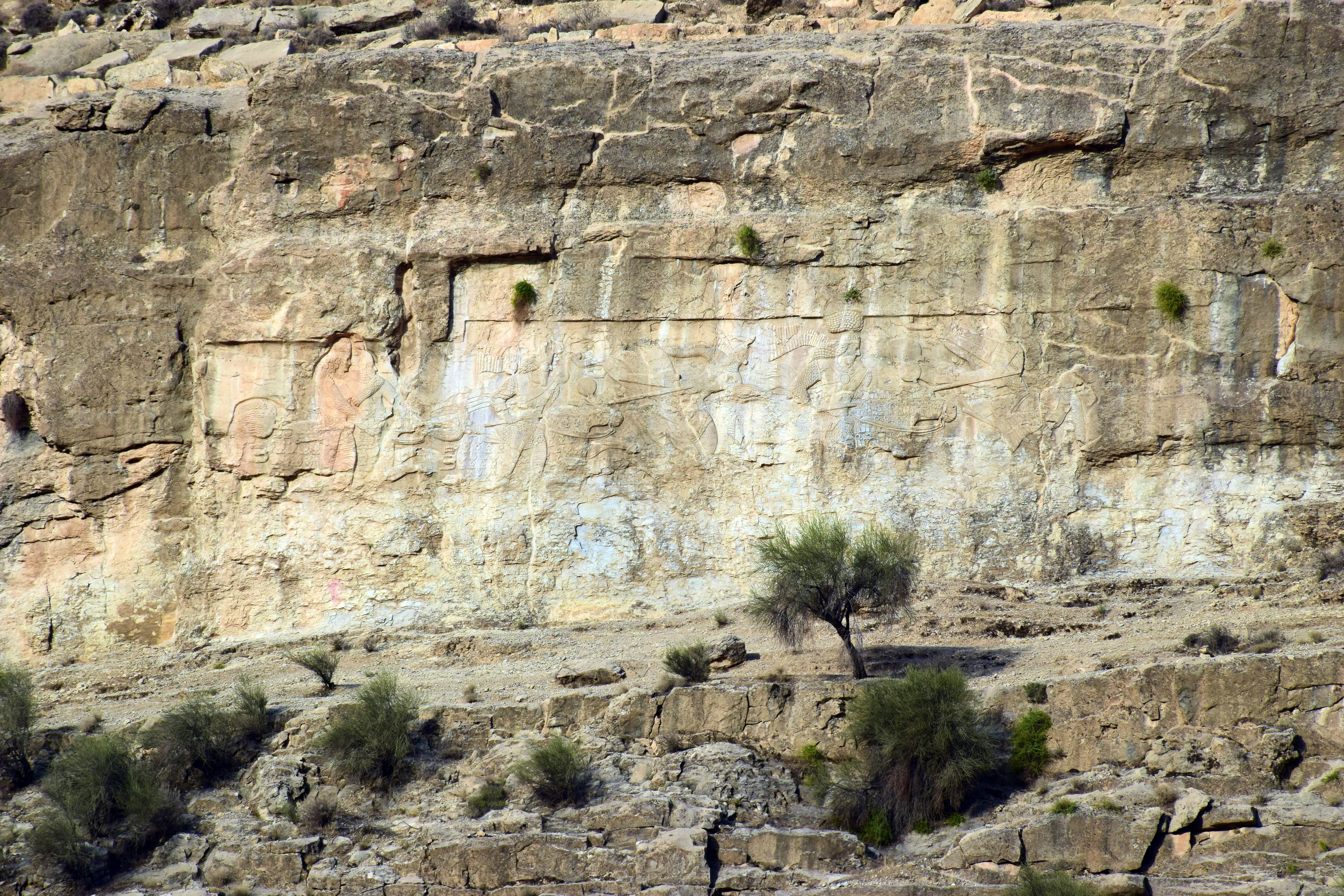
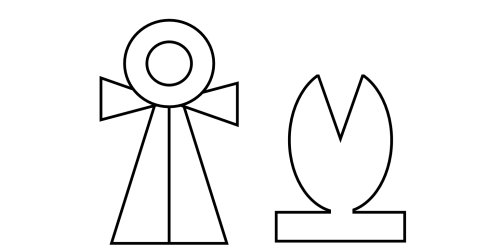
نشان خانوادگی سورن‌ها (سمت راست) و ساسانیان (سمت چپ) کنده‌کاری شده روی کلاه و زره اسب‌ها